# Tỉnh ủy Lâm Đồng
Tỉnh ủy Lâm Đồng hay còn được gọi Ban chấp hành Đảng bộ tỉnh Lâm Đồng, hay Đảng ủy tỉnh Lâm Đồng. Là cơ quan lãnh đạo cao nhất của Đảng bộ tỉnh Lâm Đồng giữa hai kỳ đại hội đại biểu Đảng bộ tỉnh, do Đại hội Đại biểu Đảng bộ tỉnh bầu.
Tỉnh ủy Lâm Đồng có chức năng thi hành nghị quyết, quyết định của Đại hội Đại biểu Đảng bộ tỉnh Lâm Đồng và Ban Chấp hành Trung ương Đảng.
Đứng đầu Tỉnh ủy là Bí thư Tỉnh ủy và thường là ủy viên Ban chấp hành Trung ương Đảng. Quyền Bí thư Tỉnh ủy hiện tại là Ủy viên Trung ương Đảng Y Thanh Hà Niê Kđăm.

## Tổ chức
- Ban Thường vụ
- Cơ quan tham mưu, giúp việc
  - Văn phòng Tỉnh ủy
  - Ủy ban Kiểm tra Tỉnh ủy
  - Ban Tổ chức Tỉnh ủy
  - Ban Nội chính Tỉnh ủy
  - Ban Tuyên giáo và Dân vận Tỉnh ủy
  - Báo Lâm Đồng
  - Trường Chính trị tỉnh
- Cơ quan trực thuộc
  - Ban chấp hành Đảng bộ UBND tỉnh
  - Ban chấp hành Đảng bộ các cơ quan Đảng tỉnh
  - Ban chấp hành Đảng bộ Quân sự tỉnh
  - Ban chấp hành Đảng bộ Công an tỉnh
  - Ban chấp hành Đảng bộ các xã, phường

## Các kỳ đại hội
| #  | Đại hội Đảng bộ | Bí thư              | Nhiệm kỳ        | Chức vụ                                         | Phó Bí thư       | Ghi chú         |
| -- | --------------- | ------------------- | --------------- | ----------------------------------------------- | ---------------- | --------------- |
| 1  | -               | Trần Lê             | 1/1976-3/1977   | Bí thư Tỉnh ủy lâm thời Lâm Đồng                | Đỗ Quang Thắng   |                 |
| 1  | -               | Trần Lê             | 1/1976-3/1977   | Bí thư Tỉnh ủy lâm thời Lâm Đồng                | Lê Thứ           |                 |
| 1  | I               | Trần Lê             | 3/1977-10/1979  | Bí thư Tỉnh ủy Lâm Đồng                         | Đỗ Quang Thắng   |                 |
| 1  | I               | Trần Lê             | 3/1977-10/1979  | Bí thư Tỉnh ủy Lâm Đồng                         | Lê Thứ           |                 |
| 2  | II              | Đỗ Quang Thắng      | 10/1979-3/1983  | Bí thư Tỉnh ủy Lâm Đồng                         | Huỳnh Minh Nhựt  |                 |
| 2  | II              | Đỗ Quang Thắng      | 10/1979-3/1983  | Bí thư Tỉnh ủy Lâm Đồng                         | Nguyễn Trung Tín |                 |
| 3  | III             | Nguyễn Trung Tín    | 3/1983-10/1986  | Bí thư Tỉnh ủy Lâm Đồng                         | Huỳnh Minh Nhựt  |                 |
| 3  | III             | Nguyễn Trung Tín    | 3/1983-10/1986  | Bí thư Tỉnh ủy Lâm Đồng                         | Nguyễn Xuân Du   |                 |
| 3  | IV              | Nguyễn Trung Tín    | 10/1986-11/1991 | Bí thư Tỉnh ủy Lâm Đồng                         |                  |                 |
| 3  | IV              | Nguyễn Trung Tín    | 10/1986-11/1991 | Bí thư Tỉnh ủy Lâm Đồng                         | Nguyễn Duy Anh   |                 |
| 4  | V               | Nguyễn Xuân Du      | 11/1991-4/1996  | Bí thư Tỉnh ủy Lâm Đồng                         |                  |                 |
| 4  | V               | Nguyễn Xuân Du      | 11/1991-4/1996  | Bí thư Tỉnh ủy Lâm Đồng                         | Nguyễn Ánh Minh  |                 |
| 5  | VI              | Nguyễn Ánh Minh     | 4/1996-1/2001   | Ủy viên Trung ương Đảng Bí thư Tỉnh ủy Lâm Đồng | Huỳnh Minh Xuyến |                 |
| 5  | VI              | Nguyễn Ánh Minh     | 4/1996-1/2001   | Ủy viên Trung ương Đảng Bí thư Tỉnh ủy Lâm Đồng | Nguyễn Hoài Bão  |                 |
| 6  | VII             | Nguyễn Hoài Bão     | 1/2001-7/2003   | Bí thư Tỉnh ủy Lâm Đồng                         | Lê Thanh Phong   |                 |
| 6  | VII             | Nguyễn Hoài Bão     | 1/2001-7/2003   | Bí thư Tỉnh ủy Lâm Đồng                         | Phan Thiên       |                 |
| 7  | VII             | Nguyễn Văn Đẳng     | 7/2003-12/2005  | Ủy viên Trung ương Đảng Bí thư Tỉnh ủy Lâm Đồng | Lê Thanh Phong   |                 |
| 7  | VII             | Nguyễn Văn Đẳng     | 7/2003-12/2005  | Ủy viên Trung ương Đảng Bí thư Tỉnh ủy Lâm Đồng | Phan Thiên       |                 |
| 7  | VIII            | Nguyễn Văn Đẳng     | 12/2005-7/2007  | Ủy viên Trung ương Đảng Bí thư Tỉnh ủy Lâm Đồng | Lê Thanh Phong   |                 |
| 7  | VIII            | Nguyễn Văn Đẳng     | 12/2005-7/2007  | Ủy viên Trung ương Đảng Bí thư Tỉnh ủy Lâm Đồng | Nguyễn Xuân Tiến |                 |
| 7  | VIII            | Nguyễn Văn Đẳng     | 12/2005-7/2007  | Ủy viên Trung ương Đảng Bí thư Tỉnh ủy Lâm Đồng | Huỳnh Đức Hoà    |                 |
| 8  | VIII            | Huỳnh Phong Tranh   | 7/2007-9/2010   | Ủy viên Trung ương Đảng Bí thư Tỉnh ủy Lâm Đồng | Lê Thanh Phong   |                 |
| 8  | VIII            | Huỳnh Phong Tranh   | 7/2007-9/2010   | Ủy viên Trung ương Đảng Bí thư Tỉnh ủy Lâm Đồng | Nguyễn Xuân Tiến |                 |
| 8  | VIII            | Huỳnh Phong Tranh   | 7/2007-9/2010   | Ủy viên Trung ương Đảng Bí thư Tỉnh ủy Lâm Đồng | Huỳnh Đức Hoà    |                 |
| 8  | IX              | Huỳnh Phong Tranh   | 9/2010-9/2011   | Ủy viên Trung ương Đảng Bí thư Tỉnh ủy Lâm Đồng | Vũ Công Tiến     |                 |
| 8  | IX              | Huỳnh Phong Tranh   | 9/2010-9/2011   | Ủy viên Trung ương Đảng Bí thư Tỉnh ủy Lâm Đồng | Huỳnh Đức Hòa    |                 |
| 8  | IX              | Huỳnh Phong Tranh   | 9/2010-9/2011   | Ủy viên Trung ương Đảng Bí thư Tỉnh ủy Lâm Đồng | Nguyễn Xuân Tiến |                 |
| 9  | IX              | Huỳnh Đức Hòa       | 9/2011-9/2014   | Bí thư Tỉnh ủy Lâm Đồng                         | Vũ Công Tiến     |                 |
| 9  | IX              | Huỳnh Đức Hòa       | 9/2011-9/2014   | Bí thư Tỉnh ủy Lâm Đồng                         | Nguyễn Xuân Tiến |                 |
| 9  | IX              | Huỳnh Đức Hòa       | 9/2011-9/2014   | Bí thư Tỉnh ủy Lâm Đồng                         | Hoàng Sĩ Sơn     | bổ sung 1/2012  |
| 10 | IX              | Nguyễn Xuân Tiến    | 9/2014-10/2015  | Ủy viên Trung ương Đảng Bí thư Tỉnh ủy Lâm Đồng | Vũ Công Tiến     |                 |
| 10 | IX              | Nguyễn Xuân Tiến    | 9/2014-10/2015  | Ủy viên Trung ương Đảng Bí thư Tỉnh ủy Lâm Đồng | Hoàng Sĩ Sơn     |                 |
| 10 | IX              | Nguyễn Xuân Tiến    | 9/2014-10/2015  | Ủy viên Trung ương Đảng Bí thư Tỉnh ủy Lâm Đồng | Đoàn Văn Việt    | bổ sung 11/2014 |
| 10 | X               | Nguyễn Xuân Tiến    | 10/2015-10/2020 | Ủy viên Trung ương Đảng Bí thư Tỉnh ủy Lâm Đồng | Đoàn Văn Việt    | bổ sung 11/2014 |
| 10 | X               | Nguyễn Xuân Tiến    | 10/2015-10/2020 | Ủy viên Trung ương Đảng Bí thư Tỉnh ủy Lâm Đồng | Trần Đức Quận    |                 |
| 10 | X               | Nguyễn Xuân Tiến    | 10/2015-10/2020 | Ủy viên Trung ương Đảng Bí thư Tỉnh ủy Lâm Đồng | Trần Văn Hiệp    | đến 12/2023     |
| 11 | XI              | Trần Đức Quận       | 10/2020-1/2024  | Ủy viên Trung ương Đảng Bí thư Tỉnh ủy Lâm Đồng | Trần Văn Hiệp    | đến 12/2023     |
| 11 | XI              | Trần Đức Quận       | 10/2020-1/2024  | Ủy viên Trung ương Đảng Bí thư Tỉnh ủy Lâm Đồng | Trần Đình Văn    | đến 9/2024      |
| 12 | XI              | Nguyễn Thái Học     | 3/2024-4/2025   | Quyền Bí thư Tỉnh ủy Lâm Đồng                   | Trần Đình Văn    | đến 9/2024      |
| 12 | XI              | Nguyễn Thái Học     | 3/2024-4/2025   | Quyền Bí thư Tỉnh ủy Lâm Đồng                   | Trần Hồng Thái   | tử 8/2024       |
| 12 | XI              | Nguyễn Thái Học     | 3/2024-4/2025   | Quyền Bí thư Tỉnh ủy Lâm Đồng                   | Phạm Thị Phúc    | tử 8/2024       |
| 12 | XI              | Nguyễn Thái Học     | 3/2024-4/2025   | Quyền Bí thư Tỉnh ủy Lâm Đồng                   | Bùi Thắng        | từ 12/2024      |
| 13 | XI              | Y Thanh Hà Niê Kđăm | 4/2025-nay      | Ủy viên Trung ương Đảng Bí thư Tỉnh ủy Lâm Đồng | Trần Hồng Thái   |                 |
| 13 | XI              | Y Thanh Hà Niê Kđăm | 4/2025-nay      | Ủy viên Trung ương Đảng Bí thư Tỉnh ủy Lâm Đồng | Phạm Thị Phúc    |                 |
| 13 | XI              | Y Thanh Hà Niê Kđăm | 4/2025-nay      | Ủy viên Trung ương Đảng Bí thư Tỉnh ủy Lâm Đồng | Bùi Thắng        |                 |
| 13 | XI              | Y Thanh Hà Niê Kđăm | 4/2025-nay      | Ủy viên Trung ương Đảng Bí thư Tỉnh ủy Lâm Đồng | Nguyễn Hoài Anh  |                 |
| 13 | XI              | Y Thanh Hà Niê Kđăm | 4/2025-nay      | Ủy viên Trung ương Đảng Bí thư Tỉnh ủy Lâm Đồng | Hồ Văn Mười      |                 |
| 13 | XI              | Y Thanh Hà Niê Kđăm | 4/2025-nay      | Ủy viên Trung ương Đảng Bí thư Tỉnh ủy Lâm Đồng | Lưu Văn Trung    |                 |
| 13 | XI              | Y Thanh Hà Niê Kđăm | 4/2025-nay      | Ủy viên Trung ương Đảng Bí thư Tỉnh ủy Lâm Đồng | Đặng Hồng Sỹ     |                 |

## Ban Thường vụ Tỉnh ủy khóa XI (2020 - 2025)
Ngày 8/7/2025, Tỉnh ủy Lâm Đồng đã có thông báo phân công nhiệm vụ, địa bàn phụ trách đối với 29 ủy viên Ban Thường vụ Tỉnh ủy nhiệm kỳ 2020 – 2025 sau khi sáp nhập 3 tỉnh Lâm Đồng, Bình Thuận và Đắk Nông:
1. Y Thanh Hà Niê Kđăm - Ủy viên Trung ương Đảng, Bí thư Tỉnh ủy, Trưởng Đoàn đại biểu Quốc hội khóa XV tỉnh Lâm Đồng.
2. Nguyễn Hoài Anh - Ủy viên dự khuyết Trung ương Đảng, Phó Bí thư thường trực Tỉnh ủy.
3. Trần Hồng Thái - Phó Bí thư Tỉnh ủy, Chủ tịch HĐND tỉnh.
4. Hồ Văn Mười - Phó Bí thư Tỉnh ủy, Chủ tịch UBND tỉnh.
5. Phạm Thị Phúc - Phó Bí thư Tỉnh ủy, Chủ tịch Ủy ban MTTQVN tỉnh.
6. Lưu Văn Trung - Phó Bí thư Tỉnh ủy.
7. Đặng Hồng Sỹ - Phó Bí thư Tỉnh ủy.
8. Bùi Thắng - Phó Bí thư Tỉnh ủy.
9. Tôn Thiện Đồng - Trưởng ban Tổ chức Tỉnh ủy.
10. Nguyễn Văn Quang - Chủ nhiệm Ủy ban Kiểm tra Tỉnh ủy.
11. Võ Thanh Bình - Trưởng Ban Tuyên giáo và Dân vận Tỉnh ủy.
12. Huỳnh Ngọc Anh - Trưởng ban Nội chính Tỉnh ủy.
13. Nguyễn Khắc Bình - Chánh Văn phòng Tỉnh ủy.
14. Y Quang BKrông - Phó Chủ tịch HĐND tỉnh.
15. K'Mák - Phó Chủ tịch HĐND tỉnh.
16. Tiêu Hồng Phúc - Phó Chủ tịch HĐND tỉnh.
17. Nguyễn Hồng Hải - Phó Chủ tịch UBND tỉnh.
18. Lê Trọng Yên - Phó Chủ tịch UBND tỉnh.
19. Thiếu tướng Trương Minh Đương - Giám đốc Công an tỉnh.
20. Đại tá Đinh Hồng Tiếng - Chỉ huy trưởng Bộ Chỉ huy Quân sự tỉnh.
21. Phạm Triều - Phó Chủ tịch Ủy ban MTTQVN tỉnh.
22. Hà Thị Hạnh - Phó Chủ tịch Ủy ban MTTQVN tỉnh.
23. Bố Thị Xuân Linh - Phó Chủ tịch Ủy ban MTTQVN tỉnh.
24. Bùi Huy Thành - Giám đốc Sở Dân tộc và Tôn giáo.
25. Đặng Đức Hiệp - Bí thư Đảng ủy phường Xuân Hương - Đà Lạt.
26. Võ Phạm Xuân Lâm - Bí thư Đảng ủy phường Bắc Gia Nghĩa.
27. Phạm Văn Nam - Bí thư Đảng ủy phường Mũi Né.
28. Nguyễn Hồng Pháp - Bí thư Đảng ủy phường Bình Thuận.
29. Nguyễn Văn Tám - Bí thư Đảng ủy phường Phan Thiết.